# 美人蕨
美人蕨（學名：Blechnum gibbum）是烏毛蕨科烏毛蕨屬下的一個種。原生於斐濟、新喀里多尼亞等太平洋島嶼。 因葉片與樹型優美，常用於園藝觀賞栽植。

## 形態
具有主幹狀直立莖。葉片長橢圓倒卵形，叢生於莖頂，一回羽狀深裂。孢子囊群長線型，沿裂片中肋兩側平行生長，孢膜開口指向中肋。